# Societatea americană pentru organe interne artificiale
Societatea americană pentru organe interne artificiale (în engleză:American Society for Artificial Internal Organs) (ASAIO) este o organizație de indivizi și grupuri care sunt interesați de organele interne artificiale și dezvoltarea lor.
Acesta sprijină cercetarea organelor interne artificiale și organizează o reuniune anuală, care atrage industria, cercetătorii și funcționarii guvernamentali. Zonele cele mai puternic reprezentate ale ASAIO sunt nefrologie, dispozitive cardiopulmonare (inimi artificiale, mașini inimă-plămân) și biomateriale. Acesta publică o publicație revizuită de colegi, Asaio Journal, de 10 ori pe an.